# Pietro de Zanna
Pietro de Zanna, all'anagrafe Pietro Giovanni Maria Zanna (Zornasco, 1779 – XIX secolo), è stato un inventore italiano, che inventò nel 1839 il calorifero ad aria compressa.

## Biografia
Emigrato da giovane da Zornasco (frazione di Malesco, VB), aprì nel 1839 a Vienna una fumisteria che produceva macchine per il riscaldamento, insieme al fratello Bartolomeo. Notevole fu la sua fortuna nella capitale austriaca, anche perché riuscì a proporre la sua invenzione per riscaldare il palazzo imperiale del Hofburg, riuscendo così a ottenere la particella nobiliare da aggiungere al proprio cognome. 
La notorietà fu tale che sembra che fu richiamato in patria su richiesta di Carlo Alberto di Savoia che desiderava utilizzare la sua invenzione per riscaldare il palazzo reale di Torino, numerose residenze sabaude e perfino l' Università. Intorno al 1842, a seguito dell'ampliamento dell'ala di levante del Castello Reale di Racconigi, furono installate nel seminterrato le nuove cucine dotate di tutto quello che c'era di più moderno. Oltre agli utensili e a una grande ghiacciaia, furono posizionate due stufe a legna realizzate dal de Zanna, chiamate in lingua piemontese potagère, in italiano "potaggiere". Più o meno nello stesso periodo il fratello Bartolomeo si dedicò allo studio del sistema di riscaldamento del Castello di Stupinigi.